# Мелешко, Валентин Петрович
Валентин Петрович Мелешко — российский геофизик, доктор физико-математических наук, заслуженный деятель науки РФ.

## Биография
Родился 29 октября 1934 г. в Мариуполе. Окончил Ленинградское высшее инженерное морское училище имени адмирала С. О. Макарова.
С ноября 1957 г. и по настоящее время (2018) работает в Главной геофизической обсерватории им. А. И. Воейкова, в 1994—2007 гг. её директор, перед этим — заместитель директора. Последняя должность — главный научный сотрудник, руководитель отдела динамической метеорологии.
В 1969—1974 и 1981—1986 гг. работал в Швейцарии (Женева) в Объединённой группе планирования международных научных программ ВМО (Программа исследования глобальных атмосферных процессов, Всемирная программа исследования климата).
В 1989—2001 гг. в качестве ведущего автора принимал участие в подготовке трех докладов Межправительственной группы экспертов по изменениям климата. При подготовке 4-го доклада (опубликован в сентябре 2007 г.) принимал участие в качестве эксперта-рецензента.
В 2006—2008 гг. руководитель коллектива по подготовке Первого доклада Росгидромета об изменениях климата и его последствиях в Российской Федерации (том 1). Принимал участие в подготовке второго такого доклада.

## Научная деятельность
Научные интересы: исследование климата и его изменений методами физико-математического моделирования, оценка влияния последствий изменения климата на различные отрасли хозяйственной деятельности, развитие методов прогноза погоды на длительные сроки с использованием гидродинамических моделей атмосферы и океана.
Опубликовал в научных журналах 145 работ.

## Награды и звания
Премия имени М. И. Будыко в области географии, наук об атмосфере и гидросфере 2010 г. — присуждена за разработку глобальных и региональных моделей атмосферы и их внедрение в технологию среднесрочного прогноза погоды, за разработку Климатической доктрины Российской Федерации.
Заслуженный деятель науки РФ (1999).